# Duitsland op het Eurovisiesongfestival 2007
Duitsland deed mee aan het Eurovisiesongfestival 2007 in Helsinki. Het was de 51ste deelname van het land op het Eurovisiesongfestival.

## Selectieprocedure
Net zoals het voorbije jaar koos men ook deze keer weer voor een nationale finale, Wer singt für Deutschland?.
Deze werd gehouden op 8 maart in Berlijn.
Drie artiesten namen deel aan deze finale en de winnaar werd bepaald door televoting.

| Volgorde | Artiest            | Lied                       | Plaats |
| -------- | ------------------ | -------------------------- | ------ |
| 1        | Roger Cicero       | "Frauen regier'n die Welt" | 1      |
| 2        | Monrose            | "Even Heaven Cries"        | 2      |
| 3        | Heinz Rudolf Kunze | "Die Welt ist Pop"         | 3      |

## In Helsinki
In de finale van het Eurovisiesongfestival 2007 moest Duitsland optreden als 16de, net na Rusland en voor Servië. Op het einde van de stemming bleek dat ze op een 19de plaats geëindigd waren met 49 punten.
Nederland en België hadden respectievelijk 6 en 0 punten over voor deze inzending.

### Gekregen punten
| 12 punten                       | 10 punten | 8 punten  | 7 punten                   | 6 punten                                 |
| ------------------------------- | --------- | --------- | -------------------------- | ---------------------------------------- |
|                                 |           |           | - Oostenrijk - Zwitserland | - Albanië - Nederland                    |
| 5 punten                        | 4 punten  | 3 punten  | 2 punten                   | 1 punt                                   |
| - Andorra - Denemarken - Spanje |           | - Estland | - IJsland                  | - Finland - Verenigd Koninkrijk - Zweden |

### Gegeven punten

#### Halve Finale
Punten gegeven in de halve finale:
| 12 punten | Turkije     |
| 10 punten | Servië      |
| 8 punten  | Zwitserland |
| 7 punten  | Portugal    |
| 6 punten  | Hongarije   |
| 5 punten  | Polen       |
| 4 punten  | Bulgarije   |
| 3 punten  | Cyprus      |
| 2 punten  | Kroatië     |
| 1 punt    | Albanië     |

#### Finale
Punten gegeven in de finale:
| 12 punten | Turkije               |
| 10 punten | Griekenland           |
| 8 punten  | Servië                |
| 7 punten  | Hongarije             |
| 6 punten  | Rusland               |
| 5 punten  | Oekraïne              |
| 4 punten  | Bulgarije             |
| 3 punten  | Bosnië en Herzegovina |
| 2 punten  | Armenië               |
| 1 punt    | Finland               |

1956 · 1957 · 1958 · 1959 · 1960 · 1961 · 1962 · 1963 · 1964 · 1965 · 1966 · 1967 · 1968 · 1969 · 1970 · 1971 · 1972 · 1973 · 1974 · 1975 · 1976 · 1977 · 1978 · 1979 · 1980 · 1981 · 1982 · 1983 · 1984 · 1985 · 1986 · 1987 · 1988 · 1989 · 1990 · 1991 · 1992 · 1993 · 1994 · 1995 · 1996 · 1997 · 1998 · 1999 · 2000 · 2001 · 2002 · 2003 · 2004 · 2005 · 2006 · 2007 · 2008 · 2009 · 2010 · 2011 · 2012 · 2013 · 2014 · 2015 · 2016 · 2017 · 2018 · 2019 · 2020 · 2021 · 2022 · 2023 · 2024 · 2025